# Nes (Eysturoy)
Nes [neːs] (dänischer Name: Næs) ist ein Ort der Färöer im Süden von Eysturoy. Auf der Insel Suðuroy gibt es einen weiteren färöischen Ort mit diesem Namen. Siehe: Nes (Vágur)
- Einwohner: 246 (1. Januar 2007)
- Postleitzahl: FO-655
- Kommune: Nes kommuna

Die Kommune Nes hatte 2002 1195 Einwohner. Zu ihr gehören die Nachbarorte Saltnes und Toftir, wobei Toftir der größte Ort der Kommune ist.
Der Ort Nes liegt im Süden der Ostinsel Eysturoy an deren Westküste am langen Fjord Skálafjørður. Durch die strategisch wichtige Lage am Eingang des Fjordes stationierten die Briten während ihrer Besetzung der Färöer im Zweiten Weltkrieg hier zwei schwere Kanonen zum Schutz des wichtigen Erdöldepots gegen deutsche Kriegsschiffe. Eine der beiden Kanonen ist noch erhalten. Zum Schutz gegen U-Boote wurde die Einfahrt des Fjordes mit einem Stahlnetz gesichert, das unter Wasser zum anderen Ufer gespannt wurde.

## Kirche

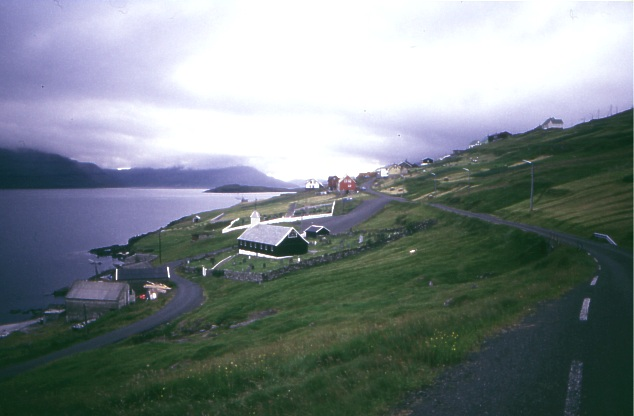
Die typisch färöische Holzkirche von 1843 in Nes.

Es lässt sich nicht mit Sicherheit sagen, wie viele Kirchen es in Nes einmal gegeben hat und wann die erste Kirche erbaut wurde. Die erste Kirche, die in Schriftstücken erwähnt wird, wurde zwischen 1679 und 1691 erbaut, als Jacob Christensøn Klinte Pfarrer in Eysturoy war. Diese Kirche war jedoch kaum die erste in Nes. Schriftliche Belege, dass seit 1541 Pfarrer in Nes wohnten, lassen darauf schließen, dass damals dort auch eine Kirche stand. In der ersten Eintragung ins Rechnungsbuch vom 4. März 1691 heißt es: Ich ließ die Kirche bauen .... Dies könnte vielleicht einen Hinweis auf das Errichtungsdatum geben. 
Den Aufzeichnungen ist zu entnehmen, dass sieben Jahre vergingen, bis die Kirche ihren Turm erhielt, weil vermutlich die Mittel dafür gefehlt hatten. Die mit dem Turmbau verbundenen Kosten betrugen etwa ein Drittel der Gesamtbaukosten. Der verhältnismäßig hohe Preis für den Turm ist darauf zurückzuführen, dass er ausschließlich aus Holz bestand, während mehrere der Außenwände aus Stein errichtet waren, der sich einfacher und billiger besorgen ließ. Diese Kirche stand bis 1761.
Im Jahr darauf wurde eine neue Kirche errichtet. Als Baustoff war diesmal Holz vorgesehen. Diese Kirche könnte die erste Holzkirche außerhalb von Tórshavn sein, wo 1609 eine Holzkirche erbaut wurde (siehe Tórshavner Domkirche). Beim Abriss der Kirche im Jahre 1843 wurden alle brauchbaren Baustoffe per Boot nach Saltnes befördert, wo eine neue Schule entstand. 
Die jetzige Kirche in Nes wurde 1843 an der gleichen Stelle wie die früheren Kirchen erbaut. Sie wurde gebaut, als Christian Benedictus Garde Pfarrer in Eusturoy und Propst auf den Färöern war. Es ist eine der typischen färöischen Holzkirchen, die heute noch erhalten sind. Heute ist sie viel zu klein geworden, sodass sie nicht mehr als Gemeindekirche für Nes-Toftir dient. Seit 1994 übernimmt die hochmoderne Fríðrikskirkjan in Toftir diese Aufgabe. 
Die alte Kirche ist nach dem Propst und Politiker Fríðrikur Petersen benannt, der in Nes seine Heimat hatte. Die alte Kirchengemeinde Nes war nämlich mehrere Jahre Propstsitz auf den Färöern. Mehr als die Hälfte der Zeit, in der die färöische Propstei bestand, wohnte der Propst in Nes. Es war auch Petersens Geburtsgemeinde, denn er stammte aus dem Nachbarort Saltnes.